# Banca Rasini
Die Bank Rasini war ein kleines Bankhaus in Mailand, gegründet in den 1950er Jahren, 1992 in die Banca Popolare di Lodi integriert.
Hauptgrund ihrer Berühmtheit ist ihre tiefe Verstrickung mit der Cosa Nostra und Namen wie Pippo Calò, Totò Riina, Bernardo Provenzano, führende Männer der sizilianischen Mafia und die Verstrickung des Unternehmers und Politikers Silvio Berlusconi und dessen Vater Luigi Berlusconi, der zuerst Angestellter, später der Direktor der Banka Rasini war. Von zentraler Bedeutung für die Hintergründe des Bankhauses sind die Aussagen von Michele Sindona, ursprünglich Finanzberater, später Kronzeuge, in der Untersuchungshaft mit einer vergifteten Tasse Kaffee ermordet.

## Geschichte
Gegründet wurde die Bank in den 1950er Jahren von Carlo Rasini, Gian Angelo Rasini, Enrico Ressi, Giovanni Locatelli, Angela Maria Rivolta e Giuseppe Azzaletto. Das Startkapital betrug 100 Millionen Lire. Seit ihren Anfängen war die Bank ein Knotenpunkt lombardischen Kapitals (insbesondere der adeligen Familie von Rasini aus Mailand) und palermitanischen Kapitals (Azzaletto Joseph, Mann des Vertrauens Giulio Andreottis aus Sizilien).
1970 unter Federführung Luigi Berlusconis erwirbt die Bank Anteile an der „Brittener Anstalt“, einem Unternehmen in Nassau im Zusammenhang mit der Nassauer Cisalpina Overseas Bank.
1974 wird Antonio Vecchione Generaldirektor. In zehn Jahren vervielfältigt sich der Wert der Bank von etwa einer Milliarde Lire im Jahr 1974 auf geschätzte rund 40 Milliarden Lire im Jahr 1984.
Der 15. Februar 1983 kommt das Bankhaus in die Schlagzeilen. Die Polizei in Mailand macht eine Razzia gegen Mitglieder der Cosa Nostra in Mailand, und unter den Verhafteten sind viele Kunden der Bank Rasini, einschließlich Luigi Monti, Antonio Virgil und Robertino Enea. Die Polizei entdeckt unter den Bankkunden Konten von Totò Riina und Bernardo Provenzano. In Folge wird der Direktor Vecchione und die Geschäftsführung der Bank strafrechtlich verfolgt und verurteilt, weil die Bank Rasini nachweislich Mittel zur Mafia-Geldwäsche war.
Nach 1983 überträgt Giuseppe Azzaletto die Bank an Nino Rovelli. Nino Rovelli ist ein Unternehmer (bekannt vor allem für die Affäre IMI-SIR) ohne Erfahrung im Bankensektor. Untersuchungen legen jedoch nahe Nino Rovelli sei nur ein Strohmann, der die wahre Geschäftsführung zu verbergen hat. Es gibt jedoch weder offizielle Beweise für diese Vermutung, noch Namen der wirklichen Direktoren der Bank.
1992 wird die Bank Rasini Teil der Banca Popolare di Lodi.
1998 beschlagnahmt die Staatsanwaltschaft von Palermo die Archive der Bank. Die Staatsanwaltschaft von Palermo bezeichnet infolge ihrer Ermittlungen und auch infolge der Enthüllungen von Michele Sindona (Interview im Jahr 1985 durch die amerikanische Journalistin, Nick Tosches) und anderen Untersuchungen die Bank Rasini als die zentrale Geldwäscheorganisation der sizilianischen Mafia in Norditalien. Unter den Kunden der Bank war auch Vittorio Mangano, der als „Stallknecht“ in der Villa von Silvio Berlusconi arbeitete und zwar von 1973 bis 1975.

## Beziehungen zur Familie Berlusconi
Der Vater von Silvio Berlusconi, Luigi Berlusconi, war zunächst einfacher Mitarbeiter der Bank, dann Rechtsvertreter und Unterschriftsbevollmächtigter und schließlich Direktor. Die Bank Rasini, und Carlo Rasini insbesondere, waren die ersten Geldgeber Silvio Berlusconis zu Beginn seiner unternehmerischen Laufbahn. Silvio und sein Bruder Paolo Berlusconi hatten hier Konten, ebenso zahlreiche Schweizer Unternehmen, die im Besitz von Edilnord waren, dem ersten Bauunternehmen Silvio Berlusconis und zugleich die Grundlage seines späteren Vermögens.
Die Bank Rasini steht auf der Liste der Banken und Kreditinstitute im Zusammenhang mit der Finanzierung von 113 Milliarden Lire (entspricht mehr als 300 Millionen Euro im Jahr 2006) für den Erhalt der Fininvest, die Finanzgesellschaft Silvio Berlusconis, zwischen 1978 und 1983. 
Die englische Zeitung The Economist nennt wiederholt die Bank Rasini in Reportagen über Silvio Berlusconi und unterstreicht die vielfältigen illegalen Transaktionen der Bank. Nachweislich ließ Silvio Berlusconi 23 Holdings bei der Bank registrieren, darunter etwa Friseur- und Kosmetikgeschäfte. Auch um etwas Licht in diese Eigentümlichkeiten zu bringen, kam 1998 das Archiv der Bank unter richterliche Beschlagnahme.